# Леопольд Ніч
Леопольд Ніч (нім. Leopold Nitsch, 14 серпня 1897 — 31 січня 1976) — австрійський футболіст, що грав на позиції півзахисника. По завершенні ігрової кар'єри — тренер.
Виступав, зокрема, за клуб «Рапід» (Відень), а також національну збірну Австрії.
Шестиразовий чемпіон Австрії. Триразовий володар Кубка Австрії. Чемпіон Австрії і чемпіон Німеччини (як тренер). Володар Кубка Німеччини (як тренер). 

## Клубна кар'єра
У дорослому футболі дебютував 1914 року виступами за команду клубу «Рапід» (Відень), кольори якої і захищав протягом усієї своєї кар'єри гравця, що тривала цілих п'ятнадцять років.  За цей час шість разів виборював титул чемпіона Австрії, ставав володарем Кубка Австрії (двічі).

## Виступи за збірну
1915 року дебютував в офіційних матчах у складі національної збірної Австрії. Протягом кар'єри у національній команді, яка тривала 12 років, провів у формі головної команди країни 35 матчів.
У складі збірної був учасником  футбольного турніру на Олімпійських іграх 1924 року у Парижі.

## Кар'єра тренера
Розпочав тренерську кар'єру, ще продовжуючи грати на полі, 1924 року, очоливши тренерський штаб збірної Болгарії на Олімпійських іграх.
Останнім місцем тренерської роботи був клуб «Рапід» (Відень), головним тренером команди якого Леопольд Ніч був з 1936 по 1945 рік.
Помер 31 січня 1976 року на 79-му році життя.

## Статистика виступів

### Статистика клубних виступів
| Клуб              | Сезон             | Чемпіонат | Чемпіонат | Кубок | Кубок | Кубок Мітропи | Кубок Мітропи | Всього | Всього |
| Клуб              | Сезон             | Матчі     | Голи      | Матчі | Голи  | Матчі         | Голи          | Матчі  | Голи   |
| ----------------- | ----------------- | --------- | --------- | ----- | ----- | ------------- | ------------- | ------ | ------ |
| «Рапід»           |                   |           |           |       |       |               |               |        |        |
| 1914—1915         | 8                 | 0         | -         | -     | -     | -             | 8             | 0      |        |
| 1915—1916         | 11                | 0         | -         | -     | -     | -             | 11            | 0      |        |
| 1916—1917         | 5                 | 0         | -         | -     | -     | -             | 1             | 0      |        |
| 1917—1918         | 1                 | 0         | -         | -     | -     | -             | 1             | 0      |        |
| 1918—1919         | 9                 | 0         | 4         | 0     | -     | -             | 13            | 0      |        |
| 1919—1920         | 22                | 0         | 5         | 0     | -     | -             | 27            | 0      |        |
| 1920—1921         | 23                | 0         | 2         | 0     | -     | -             | 25            | 0      |        |
| 1921—1922         | 16                | 0         | 1         | 0     | -     | -             | 17            | 0      |        |
| 1922—1923         | 24                | 0         | 4         | 0     | -     | -             | 28            | 0      |        |
| 1923—1924         | 9                 | 0         | 0         | 0     | -     | -             | 9             | 0      |        |
| 1924—1925         | 20                | 0         | 1         | 0     | -     | -             | 21            | 0      |        |
| 1925—1926         | 23                | 0         | 1         | 0     | -     | -             | 24            | 0      |        |
| 1926—1927         | 14                | 0         | 5         | 0     | -     | -             | 19            | 0      |        |
| 1927—1928         | 13                | 0         | 3         | 0     | 6     | 0             | 22            | 0      |        |
| Всього за «Рапід» | Всього за «Рапід» | 198       | 0         | 26    | 0     | 6             | 0             | 230    | 0      |

### Статистика виступів у кубку Мітропи
| №                      | Розіграш               | Стадія                 | Дата та місце проведення | Команда 1              | Рахунок | Команда 2      | Голи |
| ---------------------- | ---------------------- | ---------------------- | ------------------------ | ---------------------- | ------- | -------------- | ---- |
| 1                      | 1927                   | 1/4                    | 14.08.1927 Відень        | Рапід (Відень)         | 8:1     | Хайдук (Спліт) |      |
| 2                      | 1927                   | 1/4                    | 21.08.1927 Спліт         | Хайдук (Спліт)         | 0:1     | Рапід (Відень) |      |
| 3                      | 1927                   | 1/2                    | 28.09.1927 Прага         | Славія (Прага)         | 2:2     | Рапід (Відень) |      |
| 4                      | 1927                   | 1/2                    | 2.10.1927 Відень         | Рапід (Відень)         | 2:1     | Славія (Прага) |      |
| 5                      | 1927                   | фінал                  | 30.10.1927 Прага         | Спарта (Прага)         | 6:2     | Рапід (Відень) |      |
| 6                      | 1927                   | фінал                  | 13.11.1927 Відень        | Рапід (Відень)         | 2:1     | Спарта (Прага) |      |
| Всього у кубку Мітропи | Всього у кубку Мітропи | Всього у кубку Мітропи | Всього у кубку Мітропи   | Всього у кубку Мітропи | 6       |                | 0    |

## Титули і досягнення

### Як гравця
- Чемпіон Австрії (6):

«Рапід» (Відень):  1915-1916, 1916-1917, 1918-1919, 1919-1920, 1920-1921, 1922-1923
- Володар Кубка Австрії (3):

«Рапід» (Відень): 1918-1919, 1919-1920, 1926-1927
- Фіналіст Кубка Мітропи (1):

«Рапід» (Відень): 1927

### Як тренера
- Чемпіон Австрії (3):

«Рапід» (Відень):  1937-1938, 1939-1940, 1940-1941
- Чемпіон Німеччини (1):

«Рапід» (Відень):  1940-1941
- Володар Кубка Німеччини (1):

«Рапід» (Відень):  1938